# Lista över stadsdelar i Skellefteå
Det här är en lista över stadsdelar och stadsdelsområden i Skellefteå, fastställd av kommunfullmäktige 1977 och reviderad 2011.
Idag arbetar många kommuner med nyckelkodsområden för indelning av staden i delar, så även Skellefteå kommun. Nyckelkodsområden (NYKO) är geografiska statistikområden som en kommun är indelad i för planeringsändamål. Till detta kopplar man olika typer av statistik. Dessa motsvarar i Skellefteå - i huvudsak - stadsdelarna. På 3-siffernivå finns stadsdelar (ex. Degerbyn, 106) och på 4-siffernivå finns områden inom denna (ex. Klintfors, 1062). I Skellefteå finns 24 stadsdelar, men då räknas även delar som Ursviken och Tuvan. I egentliga staden (centralorten) finns 14 stadsdelar. En del av stadsdelarna är indelade i stadsdelsområden. På 1-siffernivå motsvarar NYKO oftast de gamla församlingarna. 

## Anderstorp
Stadsdelen Anderstorp övertog både åkermark och namn av den herrgård, Anderstorps gård, och lantbruksskola som förr fanns på den södra sidan Skellefteälven. Idag är herrgården byggnadsminne.

### Anderstorp

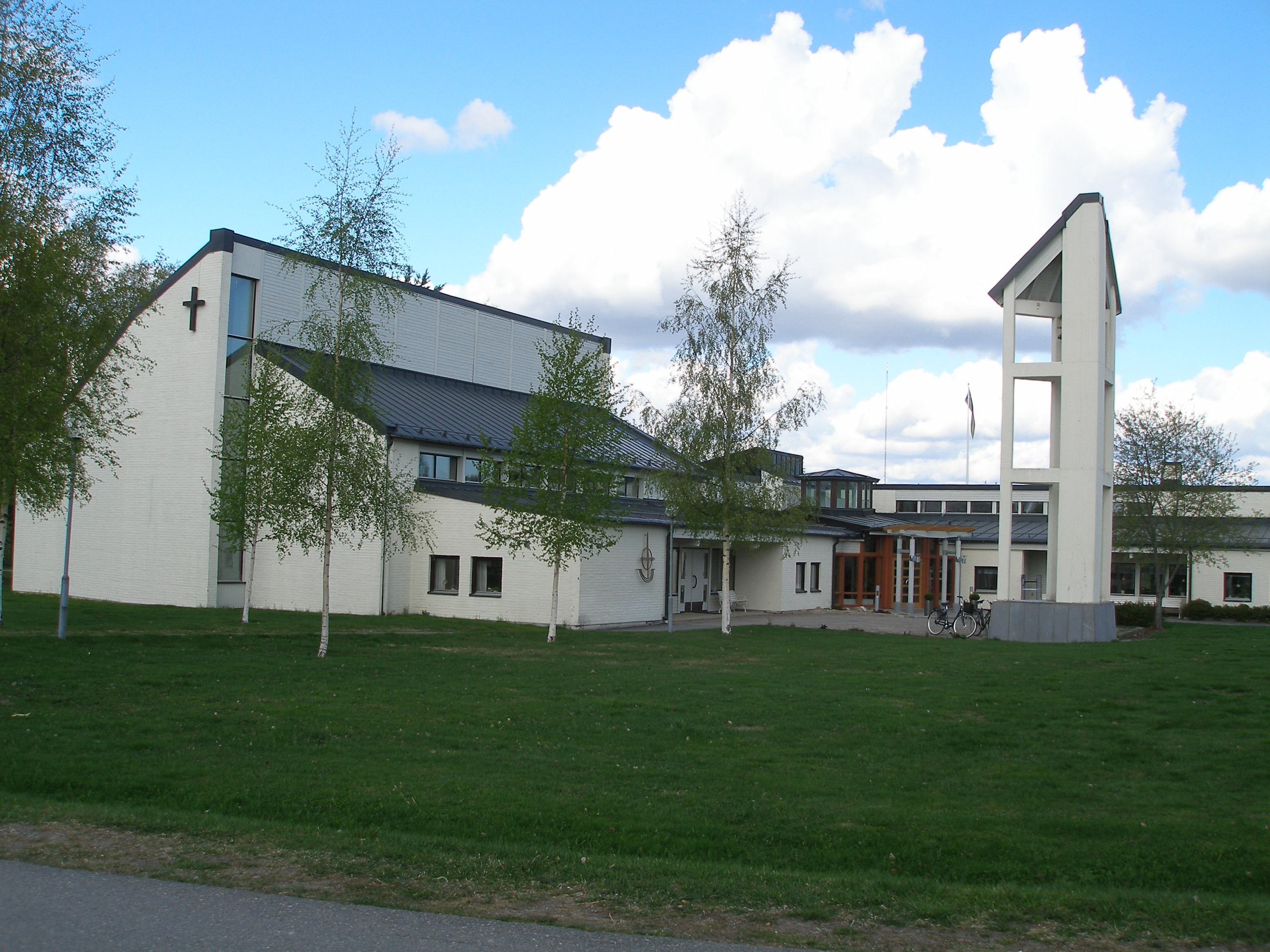
Anderstorpskyrkan på Tuböle i stadsdelen Anderstorp

Området byggdes på 1970- och 1980-talet och har sett likadant ut sedan dess. Området hyser Skellefteås största bostadsområde med cirka 4 500 invånare och är även det bostadsområde som har flest cykelvägar och lekparker. Det består till största delen av radhus och lägenheter, men det finns även villor. Barn som bor på Anderstorp går vanligtvis i grundskolan på Tuböleskolan. Här finns en av Skellefteås tre gymnasieskolor, Anderstorpskolan.
På Anderstorp ligger bland annat affärerna Jacks, Coop Forum, Coop Bygg, Jula, Hööks Hästsport, Svenska hem och Mio. I Anderstorps Centrum, på Anderstorg, ligger även en dagcentral för äldre samt Folktandvården.

### Tuböle
Tuböle är idag ett stadsdelsområde mellan Anderstorp och älven. Det ligger söder om älven, norr om Anderstorpsleden och väster om Södra Hedensbyn. Området består av parhus, radhus, villor och hyreshus. Mycket av nya Tuböle etablerades under 1990-talet mot älven.
Tuböle var tidigare en by på området innan Anderstorp var planlagt. Tuböle har tagit sitt namn från familjen Sidenmarks Tuböle herrgård, som låg här. Här ligger också Anderstorpskyrkan och det fd vandrarhemmet där det idag bedrivs dagverksamhet inom handikappomsorgen.

## Bergsbyn

### Gunsen
Gunsen, som är ett område bestående av småindustrier och träskmark, har lyfts upp som ett alternativ för en framtida ny dragning av [E4] (Förbifart Skellefteå) utanför staden. Området ligger mellan [Bergsbyn] och [Ursviken] och ligger intill [Skellefteälven], så en bro över älven kan bli aktuell. 

## Bockholmen
Stadsdelen heter Bockholmen, men Stackgrönnan är det namn som används mest. Bockholmsvägen går från centrala staden till Bockholmen.

## Centrala staden

### Centrum
Området kring Guldtorget med diverse butiker och fyra gallerior och varuhus. Kan enkelt förklaras som området mellan Södra Lasarettsvägen i väst, Viktoriagatan (E4) i öst, älven i syd och Norra Järnvägsgatan i norr. Strax utanför den västra delen av centrum ligger en av Skellefteås tre gymnasieskolor, Balderskolan.

### Karlgård
Området kring Södertorg och Campus. Det är området mellan begravningsplatsen i väst, och E4 i öst, älven i norr och Skråmträskvägen i syd. I stadsdelsområdet finns ett äldre boningshus från en gårdsbildning i västra delen som har gett namn åt området. Ansågs fram till 2011 som en del av Sörböle, men är numer en del av centrala staden.

## Degerbyn
Stadsdelen är ursprungligen en jordbruksby som vuxit in i Skellefteå tätort, och numera är en del av staden. Längs med Bolidenvägen kan man dock se en del gamla hus från jordbrukstiden bland stadsbebyggelsen. Degerbyns historia, från by till stadsdel, är beskriven i boken Degerbyn från forntid till nutid (Bykommittén, 1985). 

### Klintfors
Norra delen av Degerbyn, industriområde och villaområde.

### Medlefors
Östra delen av Degerbyn. Medlefors folkhögskola ligger här.

### Mobacken
Mobacken ligger i västra utkanten av Skellefteå. Den ska inte förväxlas med Morö Backe, som ligger i andra änden av staden.

## Hedensbyn
Ett industriområde med bostadsområden i väst (den så kallade FoCo-byn) och syd.

### Norra Hedensbyn
Skelleftebanan går också genom orten med en linjeplats i Norra Hedensbyn.

## Morö Backe
Morö Backe präglas mest av villor men i centrala Morö Backe finns mycket lägenheter. Morö Backe skola heter även skolan som ligger här. Barn i åldrarna 6-15 år går på skolan och det finns även ett dagis. Gatorna är till största delen namngivna efter väder, väderfenomen, sommar- och vinteraktiviteter.

## Moröhöjden

### Alhem
De bebyggda delarna av Alhem (runt Boviksvägen och Blockvägen) - ligger på Norrböle (Se detta). Alhemskyrkan och dess kyrkogård tillhör däremot Moröhöjden.

## Morön
Moröns silvergruva låg vid Moröhöjden och var i drift 1806–1814 och 1835–1840 med landskamrerare Eric Lindemark som ägare under den senare perioden. Namnet Gruvgatan och kvartersnamnen Gruvfogden och Gruvkarlen erinrar om detta. I berget fanns även ett kalkbrott med brytning åtminstone från 1500-talet och fram till 1800-talet.

### Östra Morön
Den gamla byn Morön har idag en blandad bebyggelse från 1940- och 1950-talet. Trots namnet ligger Morön inte på en ö. Morön är en del av nordöstra Skellefteå, som även består av andra närliggande stadsdelar med liknande namn som Moröhöjden och Morö Backe. 

### Getberget
I västra Morön finns ett litet berg, Getberget, som bebyggts med bland annat punkthus.

## Norrböle
På initiativ av kyrkoherden Nils Nordlander grundades staden Skellefteå på Norrböle bys ägor. Stadsdelen kallades då Norrhammar för att skilja ut sig från bondbyn, men namnet höll sig kvar, och stadsdelen heter idag Norrböle. Den mest centrala delen av stadsdelen heter dock Norrhammar. 

### Alhem
Alhem var det första området i Sverige där det byggdes grupphus med elektrisk uppvärmning. Detta skedde 1968, och projekterades av Bo Adamson. 

### Eriksberg
Eriksberg är ett villaområde i de norra delarna av Skellefteå vid Vitbergets fot. Det ligger nära Skellefteå Kraft Arena, Folkets Park, Vitbergsbadet och en campingplats.
Ett nytt villaområde mellan Eriksberg och Erikslid planeras sedan 2012 gå under namnet Västra Eriksberg.[uppföljning saknas]

### Erikslid
Beläget cirka en kilometer norr om centrum och byggt åren 1994–1996 och består av 365 lägenheter, samtliga hyreslägenheter som förvaltas av det kommunala allmännyttiga bostadsföretaget Skelleftebostäder. Servicen i området omfattar Coop Konsum, vårdcentral, kiosk, restaurang, äldreboende och Elon. Tidigare fanns ett systembolag i Erikslids centrumbyggnad, men numera är det ersatt med ett nytt systembolag i Solbacken. En gångbro förbinder de två områdena Morellstigen och Annastigen. Goda bussförbindelser finns med Skellefteå centrum.

### Norrhammar
Norrhammar är inte bara ett skolområde (här ligger bland annat Norrhammarskolan), det är också stadsdelsområdet mellan N Järnvägsgatan, Lasarettsvägen, Klockarbergsleden och E4.

### Norrbacka
Norrbacka är Kågevägen norr om Hyttlidgatan samt Folkets park, växthusen mm.

### Norrvalla
Norrvalla är ett stadsdelsområde runt Electrolux Home Arena, från Kågevägen till Mullbergets industriområde.
Electrolux Home Arena är Skellefteås huvudarena för fotboll och friidrott. Här spelar Skellefteå FF och Sunnanå SK:s damlag sina hemmamatcher. Här finns också uteishockeyrinken Torsplan. En fotbollshall, Bollhallen, invigdes 2010. 
Innan Isstadion, numera Skellefteå Kraft Arena, byggdes, spelade Skellefteå AIK sina ishockeymatcher på den gamla uterinken, som numera är skrotad.
Intill Norrvalla ligger stadens idrotts- och simhall Eddahallen med flera olika sim- och badbassänger, relaxavdelning och ett antal hallar för innebandy, bordtennis, m.m samt ett gym.

### Klockarberget
Klockarberget är lasarettsområdet och Läkarvägen och berget de ligger på.

## Prästbordet
En stadsdel strax väster om centrum där landskyrkan och Bonnstan ligger. Här låg Skellefteås centrum innan staden grundades, Skellefteå sockencentrum.

### Nordanå
I stadsdelen finns Nordanå kulturcentrum som rymmer bland annat Skellefteå museum och Nordanåteatern som är en scen för gästföreställningar samt säte för Västerbottensteatern. Nordanå är även platsen för bland annat Trästockfestivalen. I området finns ett större park- och strövområde.

### Bonnstan
Bonnstan är det område med 116 kyrkstugor i Skellefteå, som ligger strax öster om landsförsamlingens kyrka.

### Dammvalla
Dammvalla är området runt Dammvalla IP (Balderskolan m fl).

## Sjungande dalen
Stadsdelen i nordväst. Gatorna är namngivna efter olika musiktermer. Intill ligger hissfabriken Alimak.

## Skelleftehamn

### Nya samhället
Nya samhället är det nya samhälle som etablerades norr om järnvägen när Boliden AB inledde sin verksamhet.

### Rönnskär
I detta industriområde ligger Rönnskärsverken.

## Solbacken
År 2005 etablerades Solbackens handelsområde vid E4:ans norra utfart. När IKEA aviserade sina planer för ett nytt varuhus i norra Norrland, så erbjöd Skellefteå kommun en plats på Solbacken för Ikea-varuhuset i konkurrens med flera andra städer längs Norrlandskusten. Det blev dock i Haparanda som Ikea-varuhuset byggdes.

### Östra Solbacken
Den 9 maj 2018 öppnade Max sin 130:e restaurang på Solbacken, vilken invigdes av kommunalrådet Lorents Burman.

## Stämningsgården

### Stämningsgården
Stämningsgården ligger 4 km väst från Skellefteås centrum.

## Sunnanå
Sunnanå är ett bostadsområde i sydvästra Skellefteå. Stadsdelen består främst av villabebyggelse. I området finns en grundskola (F-6) och ett antal förskolor. Stadsdelen har givit namn åt fotbollsklubben Sunnanå SK.

### Grubban
Område mellan Skråmträskvägen och skellefteälven väster om kyrkogården.

### Rösberget
Berget vid elljusspåret. Närmaste bebyggelse är Nyckelgatan.

### Falkträsket
Syftar på de nya villa-områdena på sydvästra Sunnanå. Falkträsket är dock egentligen sjön som ligger ca 400 meter söder om villakvarteren.

### Viken
Norra sidan av sjön Falkträsket, nära Falkberget. Tidigare höll en seglarskola till här, det finns även sommarstugor.

## Sörböle
Sörböle är en stadsdel i södra Skellefteå, intill centrala staden. Sörböle består främst av villabebyggelse och avgränsas av E4 i öster, Skråmträskvägen i norr, Karlgårdsleden i väster och Länsväg 364/Skellefteåtravet i söder. 
Sunnanå SKs hemmaplan Sörvalla ligger i västra utkanten av stadsdelen.

### Hammarängen
Hammarängen är industriområdet i söder. Gränsar diagonalt till Tjärn.

### Karlgård
Här ligger bland annat - förutom Karlgårds herrgård - Campus Skellefteå med bland annat filialer till Umeå universitet och Luleå tekniska universitet.

## Tjärn
Tjärn är en gammal by och en stadsdel vid södra infarten till Skellefteå. Bilindustriområdet mittemot heter Hammarängen och ligger på Sörböle.

## Tuvan

### Södra Hedensbyn
Den gamla byn Södra Hedensbyn är idag en del av stadsdelen Tuvan. Norra Hedensbyn tillhör stadsdelen Hedensbyn.

### Södra Tuvan
Tuvan söder om älven. Norra Tuvan ligger i Hedensbyn.

## Älvsbacka
Älvsbacka är en stadsdel i östra Skellefteå med kombinerat hyreshus- och villaområden.